# Coupe d'Asie des clubs champions 1994-1995
Navigation
Édition précédente Édition suivante
La Coupe d'Asie des clubs champions 1994-1995 voit le nouveau sacre du tenant du titre, le club thaïlandais des Thai Farmers Bank FC qui bat les Qataris d'Al-Arabi Sports Club lors de la finale disputée à Bangkok en Thaïlande. C'est le deuxième succès en Coupe d'Asie pour le club.

## Tour préliminaire

### Asie centrale
- Matchs disputés à Ferghana et Margilan, en Ouzbékistan.

| Rang | Équipe            | Pts | J | G | N | P | Bp | Bc | Diff |  | Résultats (▼ dom., ► ext.) |  |     |     |     |     |
| ---- | ----------------- | --- | - | - | - | - | -- | -- | ---- |  | -------------------------- |  | --- | --- | --- | --- |
| 1    | Neftchi Ferghana  | 12  | 4 | 4 | 0 | 0 | 17 | 1  | +16  |  | Neftchi Ferghana           |  | 2-1 | 3-0 | 3-0 | 9-0 |
| 2    | Köpetdag Achgabat | 9   | 4 | 3 | 0 | 1 | 11 | 3  | +8   |  | Köpetdag Achgabat          |  |     | 2-0 | 7-1 | 1-0 |
| 3    | Ansat Pavlodar    | 3   | 4 | 1 | 0 | 3 | 4  | 6  | -2   |  | Ansat Pavlodar             |  |     |     | 4-0 | 0-1 |
| 4    | Sitora Douchanbé  | 3   | 4 | 1 | 0 | 3 | 4  | 15 | -11  |  | Sitora Douchanbé           |  |     |     |     | 3-1 |
| 5    | Alga Bichkek      | 3   | 4 | 1 | 0 | 3 | 2  | 13 | -11  |  | Alga Bichkek               |  |     |     |     |     |

### Asie du Sud
- Matchs disputés à Calcutta, en Inde.

| Rang | Équipe                       | Pts | J | G | N | P | Bp | Bc | Diff |  | Résultats (▼ dom., ► ext.) |  |     |     |
| ---- | ---------------------------- | --- | - | - | - | - | -- | -- | ---- |  | -------------------------- |  | --- | --- |
| 1    | Mohun Bagan                  | 6   | 2 | 2 | 0 | 0 | 12 | 2  | +10  |  | Mohun Bagan                |  | 7-1 | 5-1 |
| 2    | Club Valencia                | 3   | 2 | 1 | 0 | 1 | 3  | 8  | -5   |  | Club Valencia              |  |     | 2-1 |
| 3    | Ratnam SC                    | 0   | 2 | 0 | 0 | 2 | 2  | 7  | -5   |  | Ratnam SC                  |  |     |     |
| 4    | Champion du Pakistan forfait |     |   |   |   |   |    |    |      |  |                            |  |     |     |

### Asie du Sud-Est
Le tournoi qualificatif, joué à Bandar Seri Begawan, au sultanat de Brunei, a vu la qualification du club local des Kota Rangers, qui devance au classement final la formation macanaise de Negro Rubro Macau et le club philippin de Davao City.

## Premier tour

### Asie de l'Ouest
| Équipe 1            | Résultat | Équipe 2             | Aller | Retour |
| ------------------- | -------- | -------------------- | ----- | ------ |
| Kazma Sporting Club | 2 - 2e   | Al-Arabi Sports Club | 2 - 1 | 0 - 1  |

### Asie de l'Est
| Équipe 1      | Résultat | Équipe 2        | Aller | Retour |
| ------------- | -------- | --------------- | ----- | ------ |
| Ilhwa Chunma  | 10 - 4   | Kedah FA        | 5 - 3 | 5 - 1  |
| Kota Rangers  | 2 - 12   | Eastern AA      | 1 - 6 | 1 - 6  |
| Club Valencia | 5 - 9    | Bangkok Bank FC | 3 - 4 | 2 - 5  |

## Huitièmes de finale

### Asie de l'Ouest
| Équipe 1             | Résultat      | Équipe 2         | Aller | Retour |
| -------------------- | ------------- | ---------------- | ----- | ------ |
| Al Shabab Riyad      | 3 - 3 4-5 tab | Al-Ansar         | 3 - 0 | 0 - 3  |
| Al-Arabi Sports Club | 9 - 4         | Merbat FC        | 5 - 0 | 4 - 4  |
| Saipa Karaj          | 3 - 3e        | Neftchi Ferghana | 2 - 2 | 1 - 1  |
| Riffa Club           | 3 - 3 3-4 tab | Al Wasl Dubaï    | 2 - 1 | 1 - 2  |

### Asie de l'Est
| Équipe 1                 | Résultat | Équipe 2        | Aller | Retour |
| ------------------------ | -------- | --------------- | ----- | ------ |
| Thai Farmers Bank FC (T) | 7 - 0    | Mohun Bagan     | 4 - 0 | 3 - 0  |
| Eastern AA               | 4 - 6    | Verdy Kawasaki  | 1 - 2 | 3 - 4  |
| Pelita Jaya              | 1 - 5    | Ilhwa Chunma    | 1 - 1 | 0 - 4  |
| Liaoning FC              | 4 - 2    | Bangkok Bank FC | 4 - 1 | 0 - 1  |

## Quarts de finale
Les 8 équipes qualifiées sont réparties en 2 poules géographiques de 4 équipes qui s'affrontent une fois. Les deux premiers de chaque poule se qualifient pour les demi-finales.

### Asie de l'Ouest
- Matchs disputés à Doha au Qatar

| Rang | Équipe               | Pts | J | G | N | P | Bp | Bc | Diff |  | Résultats (▼ dom., ► ext.) |  |     |     |     |
| ---- | -------------------- | --- | - | - | - | - | -- | -- | ---- |  | -------------------------- |  | --- | --- | --- |
| 1    | Neftchi Ferghana     | 4   | 3 | 1 | 1 | 1 | 6  | 4  | +2   |  | Neftchi Ferghana           |  | 0-1 | 4-1 | 2-2 |
| 2    | Al-Arabi Sports Club | 4   | 3 | 1 | 1 | 1 | 3  | 3  | 0    |  | Al-Arabi Sports Club       |  |     | 1-2 | 1-1 |
| 3    | Al Wasl Dubaï        | 4   | 3 | 1 | 1 | 1 | 4  | 6  | -2   |  | Al Wasl Dubaï              |  |     |     | 1-1 |
| 4    | Al-Ansar             | 3   | 3 | 0 | 3 | 0 | 4  | 4  | 0    |  | Al-Ansar                   |  |     |     |     |

### Asie de l'Est
- Matchs disputés à Changwon, en Corée du Sud

| Rang | Équipe               | Pts | J | G | N | P | Bp | Bc | Diff |  | Résultats (▼ dom., ► ext.) |  |     |     |     |
| ---- | -------------------- | --- | - | - | - | - | -- | -- | ---- |  | -------------------------- |  | --- | --- | --- |
| 1    | Ilhwa Chunma         | 9   | 3 | 3 | 0 | 0 | 7  | 2  | +5   |  | Ilhwa Chunma               |  | 1-0 | 3-1 | 3-1 |
| 2    | Thai Farmers Bank FC | 3   | 3 | 1 | 0 | 2 | 3  | 3  | 0    |  | Thai Farmers Bank FC       |  |     | 1-2 | 2-0 |
| 3    | Verdy Kawasaki       | 3   | 3 | 1 | 0 | 2 | 3  | 5  | -2   |  | Verdy Kawasaki             |  |     |     | 0-1 |
| 4    | Liaoning FC          | 3   | 3 | 1 | 0 | 2 | 2  | 5  | -3   |  | Liaoning FC                |  |     |     |     |

## Tableau final
- Toutes les rencontres sont disputées à Bangkok en Thaïlande.

|  | Demi-finales                 | Demi-finales         |                          |   | Finale | Finale |
|  | Demi-finales                 | Demi-finales         |                          |   | Finale | Finale |
|  |                              |                      |                          |   |        |        |
|  |                              |                      |                          |   |        |        |
|  |                              |                      |                          |   |        |        |
|  | Thai Farmers Bank FC (T) tab | 2 (3)                |                          |   |        |        |
|  | Thai Farmers Bank FC (T) tab | 2 (3)                |                          |   |        |        |
|  | Neftchi Ferghana             | 2 (2)                |                          |   |        |        |
|  | Neftchi Ferghana             | 2 (2)                | Thai Farmers Bank FC (T) | 1 |        |        |
|  |                              |                      | Thai Farmers Bank FC (T) | 1 |        |        |
|  |                              | Al-Arabi Sports Club | 0                        |   |        |        |
|  | Al-Arabi Sports Club         | Al-Arabi Sports Club | 0                        | 2 |        |        |
|  | Al-Arabi Sports Club         |                      |                          | 2 |        |        |
|  | Ilhwa Chunma                 | 0                    |                          |   |        |        |
|  | Ilhwa Chunma                 | 0                    | Match pour la 3e place   |   |        |        |
|  |                              |                      |                          |   |        |        |
|  |                              |                      |                          |   |        |        |
|  |                              |                      |                          |   |        |        |
|  | Neftchi Ferghana             | 1                    |                          |   |        |        |
|  | Neftchi Ferghana             | 1                    |                          |   |        |        |
|  | Ilhwa Chunma                 | 0                    |                          |   |        |        |
|  | Ilhwa Chunma                 | 0                    |                          |   |        |        |